# Forbin (frégate)
Pour les articles homonymes, voir Forbin.
La frégate Forbin est une frégate de défense aérienne, navire-jumeau du Chevalier Paul de la classe Horizon de la Marine nationale, qui a été mise en service en 2010. Ce type de bâtiment a pour principale mission l'escorte et la protection d'un groupe aéronaval constitué autour d'un porte-avions, généralement le Charles-de-Gaulle de la marine nationale ou l'un des porte-avions de l'US Navy ou d'une opération amphibie menée par des bâtiments de projection et de commandement. Sa spécialité est le contrôle de la circulation aérienne en zone de guerre mais il peut également intervenir dans un contexte de crise (évacuation de ressortissants, renseignement, intervention de commandos), en protection de navires peu ou pas armés. Les frégates Horizon telles que le Forbin sont les plus puissants bâtiments de surface que la France ait jamais construits (à l'exception des porte-avions). Son indicatif visuel est D620.
Elle porte son nom en l'honneur de Claude de Forbin, chef d'escadre de la marine royale aux XVIIe et XVIIIe siècles.

## Histoire de la construction
Le projet Horizon, dont fait partie le Forbin, débute au mois d'avril 1999. Les ministres de la Défense français, italien et britannique, se rencontrant à l'occasion du sommet de Washington, annoncent publiquement la naissance d'un projet commun de construction d'une nouvelle génération de frégate. Le besoin de nouvelles frégates de défense aériennes se fait alors sentir pour assurer le remplacement vers 2008 des frégates Suffren et Duquesne.

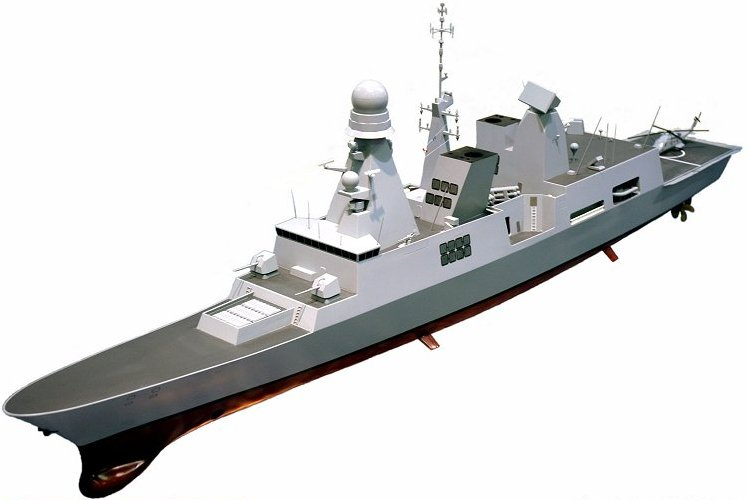
La maquette DCN (version française) de la frégate type Horizon Forbin en octobre 2004.

Le 22 septembre 2000, un accord est signé entre Armaris (association de DCN et de Thalès) et Orizzonte SpA entérinant la création d'une coentreprise : Horizon SAS. Le coût du programme est évalué à 2,8 milliards d'euros. Le contrat de développement et de mise en chantier des frégates françaises Horizon n°1, futur Forbin, et 2 devient définitif lors du salon Euronaval 2000, le 27 octobre 2000.
Les grandes étapes de la construction du Forbin sont les suivantes, :
- 8 avril 2002 : découpe de la première tôle
- 16 janvier 2004 : mise sur cale aux chantiers DCNS de Lorient
- 10 mars 2005 : sortie de la forme et mise à flot
- 29 juin 2006 : première sortie à la mer

Le 12 mars 2008, la frégate Forbin quitte les chantiers de Lorient pour rallier Toulon où elle est basée. Le navire arrive à Toulon le 17 mars. Le Forbin entame sa campagne de traversée de longue durée (TLD), ainsi que les essais de son système de combat (capteurs radars, sonar, dispositifs de guerre électronique), de ses armes. On procède également à la mise au point du logiciel très complexe qui fédère tous ces éléments.
Le 19 décembre 2008, a lieu la livraison et l'acceptation du navire par la marine. La première cérémonie des couleurs est effectuée par l'équipage du Forbin le 9 janvier 2009, à Toulon.

## Caractéristiques

Frégate de type Horizon.

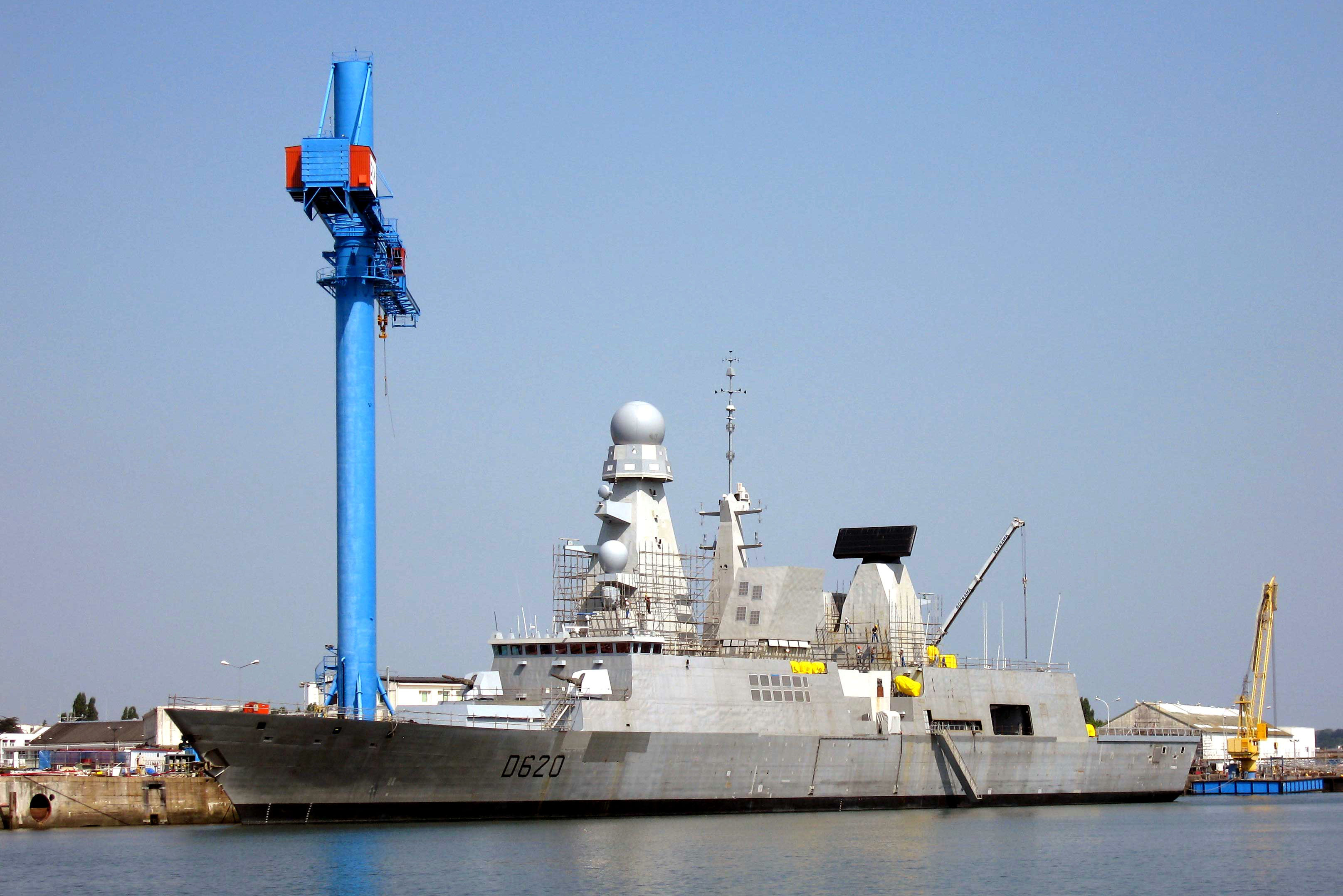
Frégate Forbin pendant sa construction à Lorient.

Les sept premiers morceaux de coque montés sur la frégate Forbin, sont arrivés le 16 février 2004 à la DCN de Lorient. Ces éléments mesurent de 16 à 20 mètres de long, sur 7 mètres de haut pour un poids de 100 tonnes par anneau. La frégate est munie de stabilisateurs antiroulis pour le confort de navigation mais également pour aider aux manœuvres d'appontage d'hélicoptère.
Les frégates du programme Horizon sont des bâtiments dédiés au combat, par voie de conséquence exposés à des menaces lourdes. La frégate Forbin est donc conçue pour faire face aux menaces. Le bâtiment est divisé en 12 sections étanches. Une brèche de 15 mètres ou plusieurs sections noyées peuvent être supportées sans entamer la navigabilité. La superstructure est théoriquement conçue pour évoluer dans des endroits très dangereux, tels que des zones littorales minées, et résister à une explosion sous-marine. Des systèmes d'amortissement supportent tous les équipements, non seulement pour réduire la signature acoustique produite par le navire, mais le cas échéant pour supporter les conséquences d'un impact.

### Galeries latérales
Pour améliorer sa résistance et sa capacité à évoluer en mode dégradé, par exemple à la suite d'un impact, le Forbin est la première frégate équipée de deux galeries techniques, une sur chaque bord, qui courent sur toute la longueur du bâtiment. Ces galeries cloisonnées permettent à la fois d'absorber en partie l'impact d'un projectile (torpille, missile), ou intégralement un tir de mitrailleuse lourde. Elles peuvent également permettre l'évacuation du personnel ou encore de faciliter l'intervention des pompiers qui peuvent l'utiliser pour contourner un incendie. La présence de ces galeries sur les deux bords rend le navire extrêmement souple à gérer en cas de crise.

### Furtivité

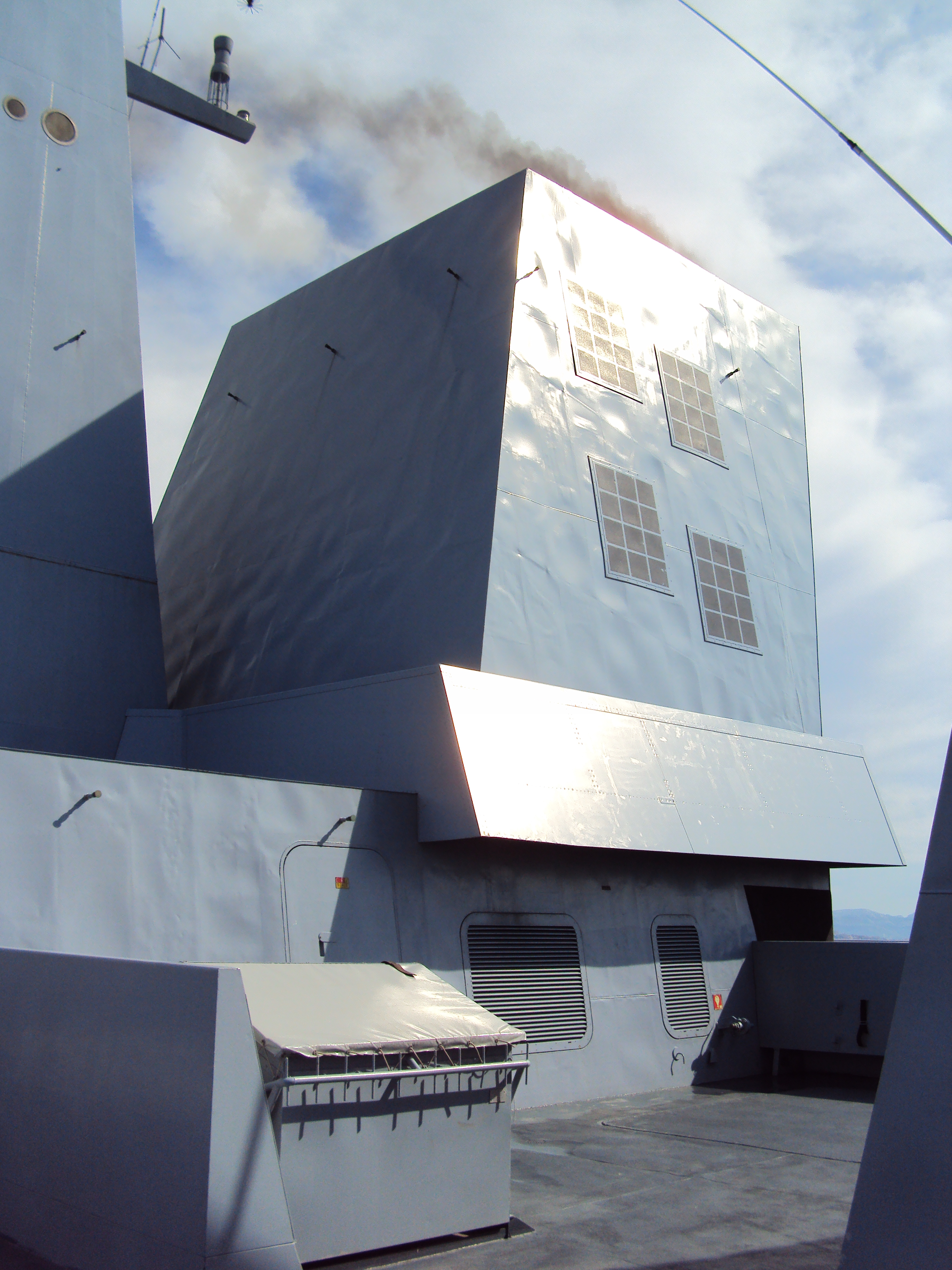
Les deux cheminées du Forbin sont munies d'un système de refroidissement des gaz pour réduire la signature infrarouge du bâtiment.

Les frégates de défense aérienne les plus récentes bénéficient des études menées par la DCNS en matière de furtivité. Sur un écran radar, des bâtiments de plus de 130 mètres tels que le Forbin ont une signature équivalente à celle d'un chalutier d'une vingtaine de mètres. Pour réduire leur signature radar, les bâtiments de classe Horizon, utilisent plusieurs techniques. L'utilisation de superstructures inclinées, ou l'emploi de matériaux composites font partie de ces techniques. On notera qu'il a été décidé de ne pas recourir à l'utilisation de matériaux absorbant les ondes radar, qui auraient permis de réduire encore la signature, afin de réduire les coûts. Le principe finalement retenu consiste non pas à empêcher la détection mais à rendre l'interprétation du signal radar impossible. Un traitement spécial a été mené sur les cheminées, afin de réduire les émissions infrarouges en réduisant la température des gaz évacués.

### Protection NBC
Dans le cadre de menace nucléaire, bactériologique et chimique (NBC), le Forbin bénéficie d'un ensemble de dispositifs de protection. Le bâtiment peut être entièrement isolé mécaniquement de son environnement extérieur par fermeture des écoutilles et des portes étanches. La vérification de la totalité du verrouillage du navire est assurée par des capteurs dont l'état peut être visualisé sous forme centralisée, sur les consoles de bord. Un système de codes d'état à six niveaux et trois couleurs (rouge pour l'isolement complet, portes verrouillées, jaune, ou vert pour liberté de circulation) en vigueur sur le navire permet de choisir le niveau d'isolement de la frégate. Le système de recyclage d'air interne peut également être utilisé pour créer une surpression, ajoutant à la protection mécanique une protection contre l'air extérieur. Pour finir, un ensemble d'asperseurs d'eau parsèment la coque du Forbin. Il peut être activé pour assurer le lessivage du navire et limiter les effets d'une contamination. Un sas de décontamination est situé à l'arrière du navire pour permettre le traitement du personnel victimes d'une contamination NBC.

## Équipement et système d'armes
Le Forbin a pour mission principale d'assurer depuis la mer le contrôle de l'espace aérien. Dans le cadre d'un engagement, il peut surveiller et coordonner un trafic comportant des centaines d'avions militaires issus de Forces armées différentes et mêlées à des trafics aériens civils. Il peut aussi travailler dans le cadre d'une mission de sauvegarde aérienne et notamment la protection des points d'entrées, par exemple sur une zone de combat ou dans le cadre d'un sommet de chefs d'État.

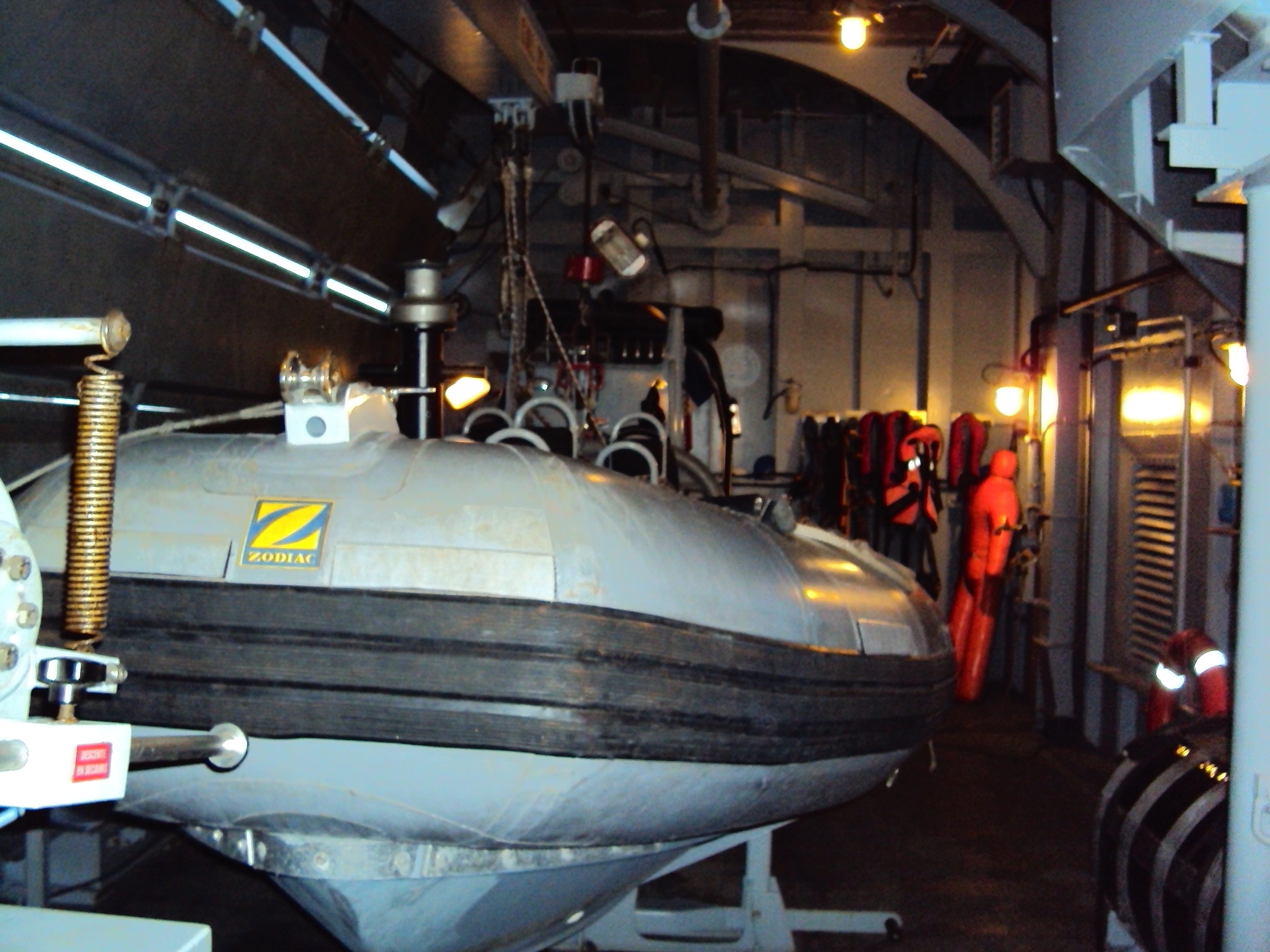
Un des bateaux pneumatiques de la drôme du Forbin, dans son emplacement tribord

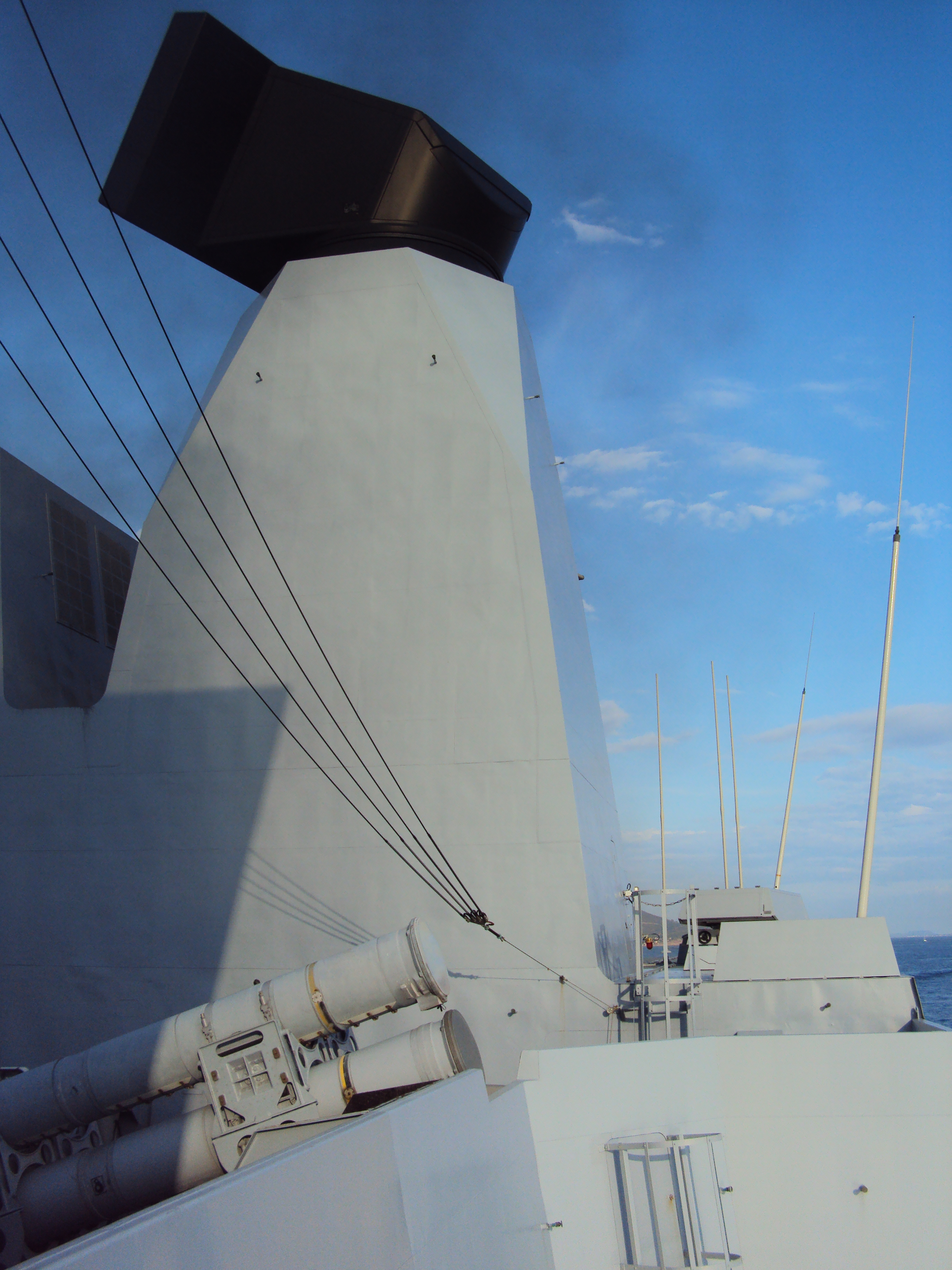
Radar de veille air tridimensionnel S-1850

En plus d'assurer la protection d'une flotte ou d'un porte-avions, la frégate doit également prendre en charge sa propre protection, et donc suivre l'évolution de la situation navale en surface et sous la mer. Pour répondre à tous ces besoins, le Forbin a été doté d'un système d'information puissant et modulable, couplé à des capteurs et des systèmes d'armes performants. Le Forbin est en mesure de surveiller avec ses capteurs une aire de 400 km de diamètre. C'est également une frégate robuste conçue pour fonctionner en mode dégradé dans un environnement de crise et capable de se défendre dans de nombreuses configurations.
Outre ses capacités de gestion de théâtre d'opération via son système de combat, le Forbin est également muni d'installations aéronautiques pour l'emport et l'appontage d'hélicoptères, ainsi que d'une drôme, dont une partie est dédiée aux forces d'intervention (bateaux pneumatiques et embarcations légères).
L'équipement est composé comme suit : 
- Énergie et propulsion
  - Motorisation : 2 turbines à combustion GE-Avio LM2500, 2 moteurs Diesel SEMT Pielstick 12 PA6 STC,
  - 1 propulseur d'étrave à l'avant , 2 hélices à 5 pales de (4,80 m de diamètre, 17 800 kg) à l'arrière .
  - Puissance : 2 × 25 000 ch ou 2 × 5 875 ch)
  - Usine électrique : 4 Diesel-alternateurs Isotta Fraschini VL 1716 T2 ME
  - Vitesse maximale : 30 nœuds[8] (18 nds en propulsion Diesel)
  - Autonomie : 7 000 nq à 18 nds, 3 500 nq à 25 nds
  - Capacités : 45 jours d'autonomie en vivres, 600 t de gazole, 70 t d'eau douce, 30 m3 de TR5 (carburant aéronautique)
- Navigation
  - 2 radars de navigation SPN-753,
  - 2 centrales de navigation inertielle SIGMA 40 créées par Sagem[9].
  - 1 géonavigateur via GPS
  - 2 compas
  - 1 loch & 1 sondeur
- Systèmes de communication
  - 1 Syracuse III , 3 Inmarsat B, E/R HF, E/R VHF, E/R UHF, 1 téléphone sous-marin, NOCR, DTS, MIDS, Athréis et une architecture de mise en œuvre d'un réseau tactique "multiliaisons" composé des Liaison 11, Liaison 16, du JREAP C[10] et potentiellement de la Liaison 22 ; une fonction de transfert d'informations permet le fonctionnement dans un réseau logique unique, conformément au concept de guerre en réseau ou NCW.
- Guerre électronique
  - 1 détecteur de radars, 1 intercepteur-goniomètre de transmissions Élite, 1 équipement de veille infrarouge DIBV-2 A VMB, 1 dispositif de guerre électronique d’autodéfense à base de lance-leurres (système NGDS), 1 brouilleur de radars, 1 brouilleur de communications, 1 système de lutte anti-torpilles (système Contralto). L'engagement des frégates Forbin et Chevalier Paul pendant l'opération Harmattan en 2011 a montré la capacité à brouiller loin et longtemps des systèmes de détection adverses[11].
- Systèmes de détection
  - 1 radar de veille air tridimensionnel S-1850M version française du SMART-L LRR [11],[12] et IFF associé TNNL qui permettent la surveillance de 2 000 pistes sur un rayon de 60 km contre les bâtiments de surface, 480 contre les aéronefs, 65 km contre les missiles de croisière[13] et 2 000 km contre des missiles balistiques [14], 1 sonar de coque ABF TUS 4110 CL, 1 antenne linéaire remorquée avec détecteur de torpilles Alto.

### Système d'armes
Le programme Horizon dont est issue la frégate Forbin se distingue par de nombreuses nouveautés et équipements. En matière de missiles, les frégates Horizon sont équipées des nouveaux ASTER (missile) missiles Aster 15 et 30 et des Exocet MM40 Block 3C offrant des possibilités d'attaque contre des objectifs terrestres côtiers.

#### Missile Aster

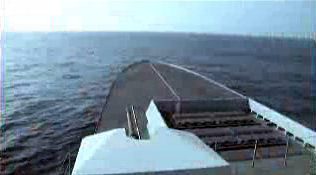
Vue sur le pont avant et ses silos pour missiles Aster

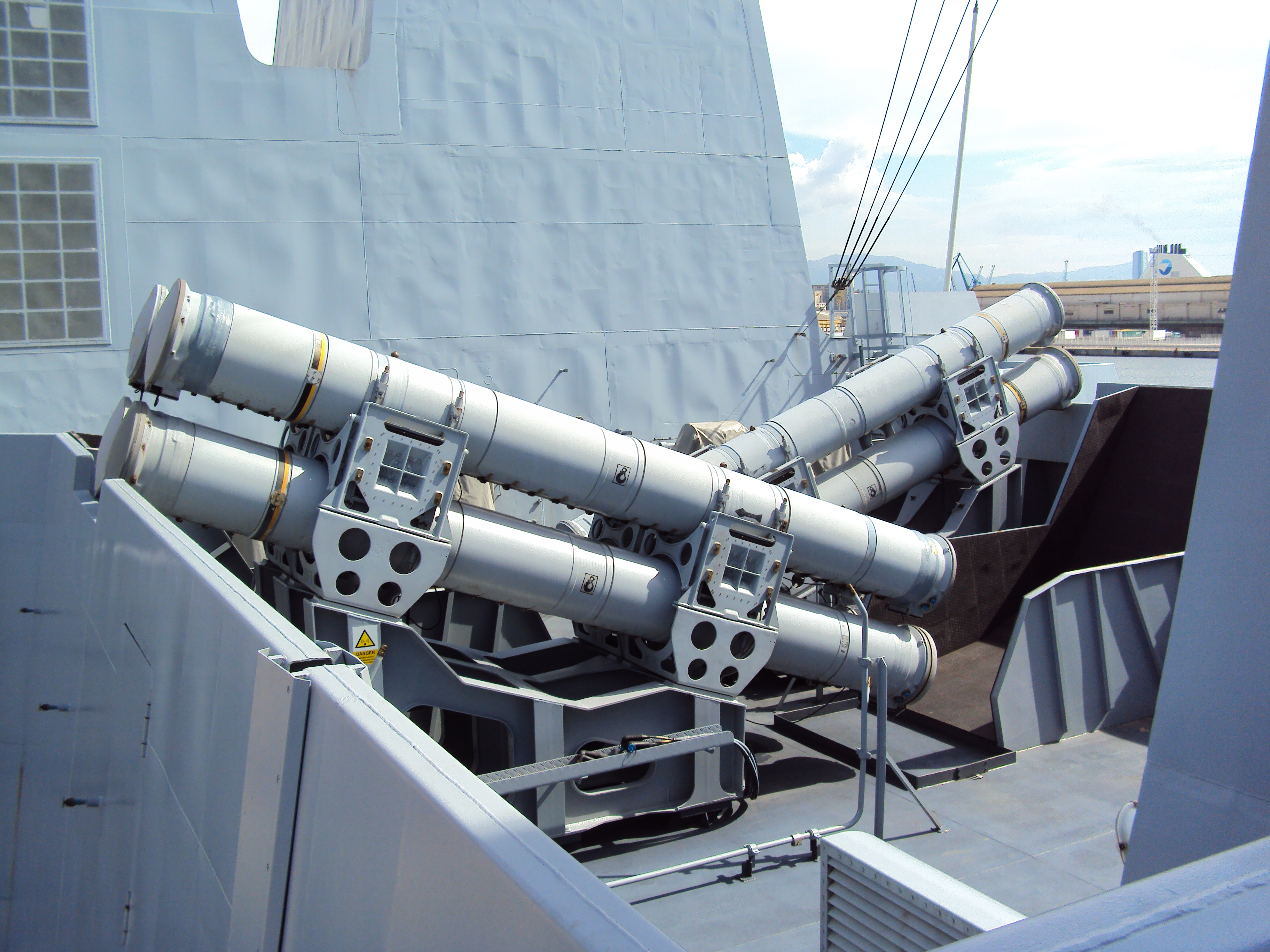
Plateforme de lancement des missiles Exocet MM40 block 3

Les missiles Aster constituent le principal système d'armes du Forbin. Le navire est équipé de 32 missiles Aster 30 et de 16 Aster 15, installés dans des silos verticaux de type Sylver A50, implantés sur la plage avant. Un système d'armes antiaérien principal PAAMS (Principal Anti-Air Missile System), associé à un radar multifonction EMPAR fonctionnant en bande C, contrôlent le lancement et le suivi de cible.
Le premier lancement d'un Aster 30 contre une cible depuis le Forbin a eu lieu en novembre 2008 au large de Toulon. C'était le premier tir de cet engin depuis une frégate. Les précédents lancements d'Aster 30 depuis la mer avaient été réalisés depuis une barge britannique et du navire d'essai italien Carabiniere. Le missile a été tiré contre une cible aérienne depuis le bâtiment en évolution au large du centre d'essais et de lancement du Levant, opéré par la DGA.
Les missiles Aster 30 de la frégate de défense antiaérienne sont le second rempart de protection du groupe aéronaval, après les chasseurs Rafale, et assurent une protection à 360° sur une aire de 100 kilomètres contre les avions et 30 kilomètres contre les missiles antinavires supersoniques rasants et manœuvrants en service ou en développement. La Marine nationale a montré avec la frégate Forbin sa capacité à détruire un missile supersonique à (3 000 km/h) manœuvrant (SS-N-22, AS-17, BrahMos) et à une altitude de moins de 5 mètres au-dessus de l'eau en abattant un GQM-163 Coyote,. Les missiles Aster 15 de la frégate de défense antiaérienne (ou du porte-avions Charles de Gaulle) sont le troisième rempart du groupe aéronaval et assurent une protection à 360° dans une aire de 30 kilomètres contre les avions et 15 kilomètres contre les missiles antinavires (le quatrième et dernier rempart est constitué des missiles MISTRAL d'autodéfense et de l'artillerie de chaque bâtiment ) .

#### Missile Exocet MM40 Block 3C
Le Forbin embarque huit missiles mer-mer Exocet installés sur le pont supérieur au milieu du bâtiment. C'est la version MM40 Block 3C la plus récente du missile Exocet qui a été sélectionnée. Il peut opérer à une distance de plus de 180 kilomètres de son objectif. Cette évolution du célèbre missile mesure 5,8 mètres pour un diamètre de 35 centimètres et sa masse est de 740 kilos. Il est plus petit que la précédente version, tout en étant plus léger (870 kilos pour la génération précédente). Sa vitesse maximale est de 900 km/h. Il est propulsé par un turboréacteur, guidé par le système de géolocalisation Global Positioning System (GPS) et peut opérer contre des cibles terrestres côtières.

#### Autres armements
- Dans le cadre des principes définis dans le concept de guerre en réseau ou NCW (Network Centric Warfare), le Forbin dispose de la capacité de contrôler en liaison 16 des plates-formes Non-C2 (essentiellement des Dassault Rafale) ; une fois sous son contrôle, les plates-formes Non-C2 font entièrement parties du système d'armes de la frégate, où elles agissent en tant que capteurs et armes du système de combat.
- Conduite de tir : 1 radar multifonction tridimensionnel EMPAR associé au système d'arme antiaérien principal PAAMS (Principal Anti-Air Missile System), 1 conduite de tir MSTIS (radar AMS NA25 XP), 2 conduites de tir optroniques Vigy 20, 2 postes optroniques Sofresud.
  - 2 tourelles avec canon OTO-Melara de  calibre 76 mm totalement automatisées, mises en œuvre à partir du Central Opération, et permettant une cadence de tir de 60 à 120 obus par minute. Chaque tourelle, d’une masse de 5,5 tonnes, est gyrostabilisée, afin de pouvoir maintenir sa position malgré les mouvements du bâtiment. Elle dispose d'un barillet contenant 60 obus qui peut être ravitaillé en temps réel par des servants récupérant les munitions arrivant depuis la soute via un ascenseur. Plus de 1 000 obus de différents types (tir contre terre, contre surface ou antiaérien) y sont stockés. La portée maximale est de 13 kilomètres contre les cibles de surface[11].
  - 2 tubes lance-torpilles MU90 : ces torpilles peuvent être tirées depuis le Forbin, ou embarquées sur l'hélicoptère NH90
  - 2 canons manuels de calibre 20 mm modèle F2, remplacés en 2018 par 3 canons automatiques Narwhal 20B de calibre 20 mm[19]

### Combat Management System (CMS)
Le Forbin a été équipé d'un système d'information, le Combat Management System (CMS), utilisable depuis un Central Opération logé derrière la passerelle. Une vingtaine de consoles équipent ce central. Les consoles donnent une vue globale de la situation tactique en utilisant les capteurs du bâtiment (radar, sonar). Ce système peut également interopérer avec les éléments fournis par les capteurs d'autres forces navales, aériennes (avions de combat, Awacs) via des systèmes de transmission de données. Le système de combat du Forbin permet au navire de prendre le statut de plate-forme C2. Ces platesformes participent à l'élaboration de l'image tactique commune d'une force, en utilisant la Liaison 16.
C'est ce genre d'interopérabilité qui a été testé et mis au point lors de la première année de navigation du Forbin. Le CMS est également chargé de la mise en œuvre des mesures de guerre électronique, et d'écoute, interception de communications radios ou système de détection sous-marine.

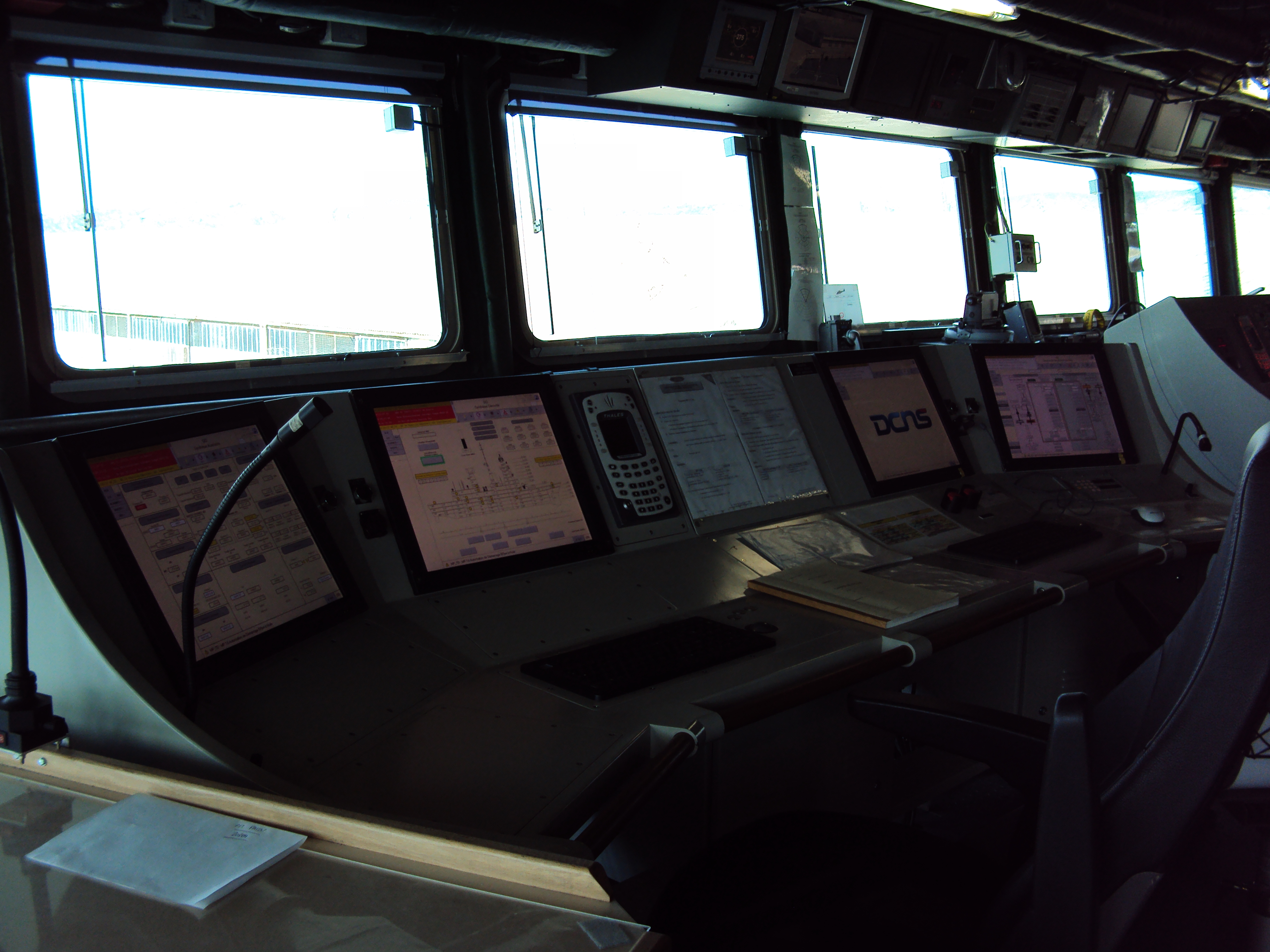
Console de gestion sur la passerelle du Forbin.

Ce système de combat conçu spécialement pour les frégates Horizon comprend 22 modules logiciels, 20 consoles, 10 calculateurs et 1 million de lignes de codes. Le système doit permettre de gérer les armes, mais aussi assurer les liaisons tactiques et permettre l'analyse des informations transmises par la dizaine de senseurs situés sur le navire. Le CMS fonctionne avec des consoles totalement reconfigurables via un réseau administrable : ce qui signifie que tout opérateur peut accéder aux modules logiciels qui lui sont attribués depuis n'importe quelle console. Environ 20 à 25 personnes sont nécessaires pour utiliser le système complet.
Dans le Central Opération du Forbin, une console est spécifiquement dédiée au commandant du navire. Une salle dite de conduite de crise, est également présente. Elle est attenante au Central Opération, et également munie d'une console. Elle permet de recevoir un état-major complet susceptible d'utiliser le Forbin en tant que centre de commandement pour une force projetée. Une console est également installée sur la passerelle du navire.
Grâce à la mise en réseau du système, il a été possible de prévoir — pour réduire la vulnérabilité du navire — une seconde salle équipée de trois consoles et située en un autre emplacement du bâtiment qui peut être utilisée en tant que Central Opération de repli, en cas de destruction du Central Opération principal. La frégate doit être en mesure, avec ces trois consoles, de continuer de se défendre et de rentrer au port.
Les performances des radars embarqués sur le Forbin associées à la puissance de calcul du CMS doivent permettre de détecter en un temps très court une menace dissimulée dans un trafic aérien très dense. Le système doit analyser le trafic, trier les avions de ligne et les appareils alliés d'éventuels échos hostiles. Aucun système d'arme du Forbin n'est piloté automatiquement par le CMS : les tirs doivent obligatoirement être validés par une intervention humaine.

### Installations aéronautiques
Le Forbin peut embarquer et assurer la maintenance d'un hélicoptère grâce à une plate-forme et un hangar largement dimensionné. La frégate ne bénéficie pas d'une affectation de moyen héliporté fixe. Elle peut se voir attribuer un appareil et son équipe de servants (équipage et mécaniciens) selon les besoins des missions. Lors des opérations menées avec la Task Force 50, le Forbin a accueilli un hélicoptère Panther et recevait quotidiennement un SH-60 américain.
Le Forbin est prévu pour la mise en œuvre en toutes conditions d'un hélicoptère lourd de classe NH90. Cet hélicoptère est destiné à remplacer les Super Frelon (version transport) et les Lynx (dans leur version anti-sous-marine), et doit être livré à 27 exemplaires à la marine à partir de 2009.
Le contrôle de la zone d'appontage située à l'arrière du navire est assuré par le secteur Avia. Le secteur Avia est considéré comme l'un des éléments nécessaires à la mise en œuvre du système d’arme que constituent l’hélicoptère et son équipage, et à ce titre, il s'agit d'un poste de combat.
Le hangar peut être utilisé pour les réceptions et les présentations. Le Forbin, de par sa configuration furtive, disposant de peu d'espace extérieur pour la circulation de l'équipage, sa plateforme d'appontage est fréquemment utilisée pour les activités physiques et de détente.
- Caractéristiques de la plateforme Avia
  - 1 plate-forme d'appontage de 530 m2 (26,5 × 20 m), 1 hangar de 180 m2 (12 × 15), 1 radar DRBN 38 Decca Bridgemaster E250, 1 système de manutention Samahé, 1 balise TACAN.

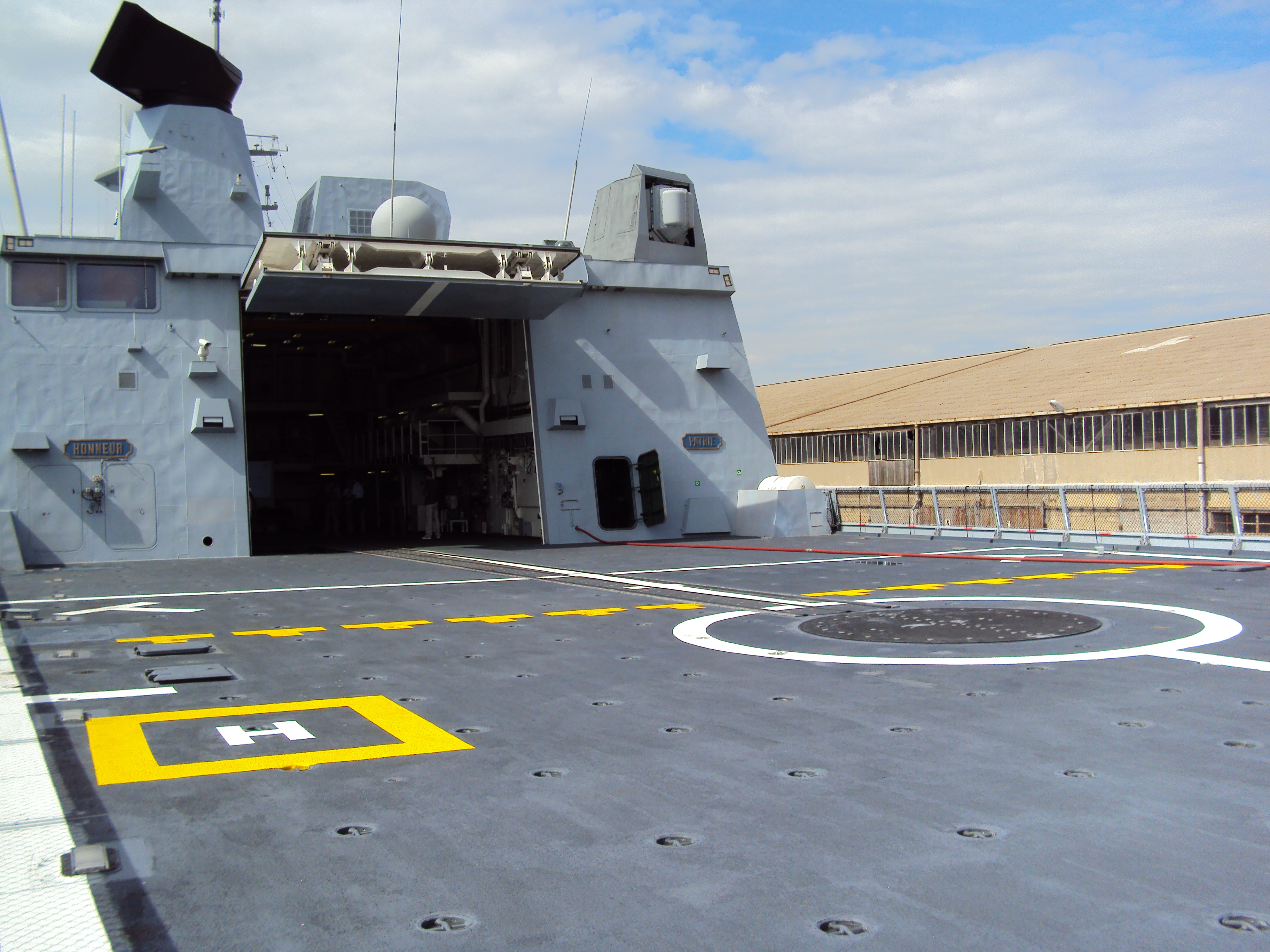
Vue de la plateforme hélicoptère.
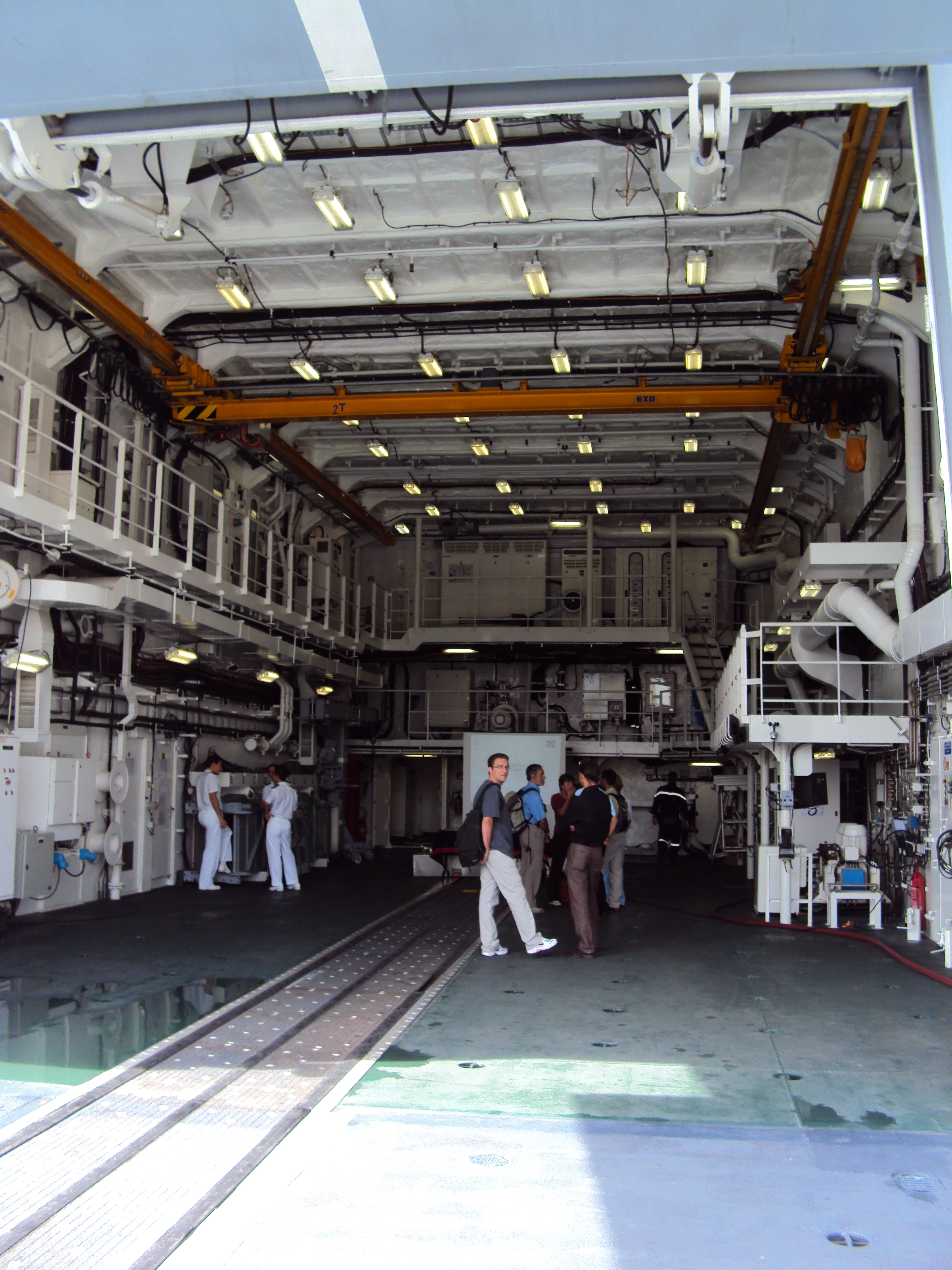
Le hangar à hélicoptère.
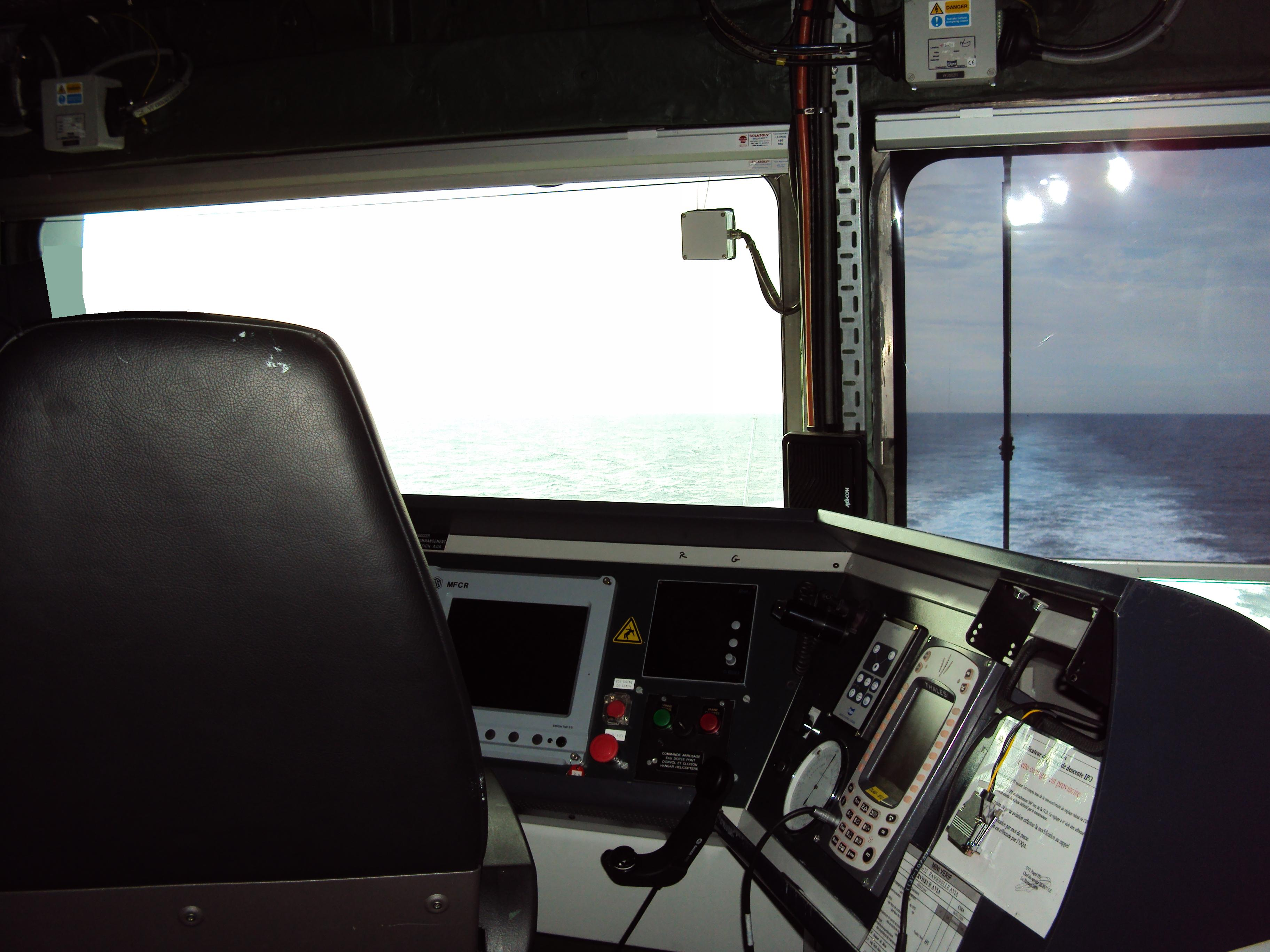
Le poste de contrôle Avia.
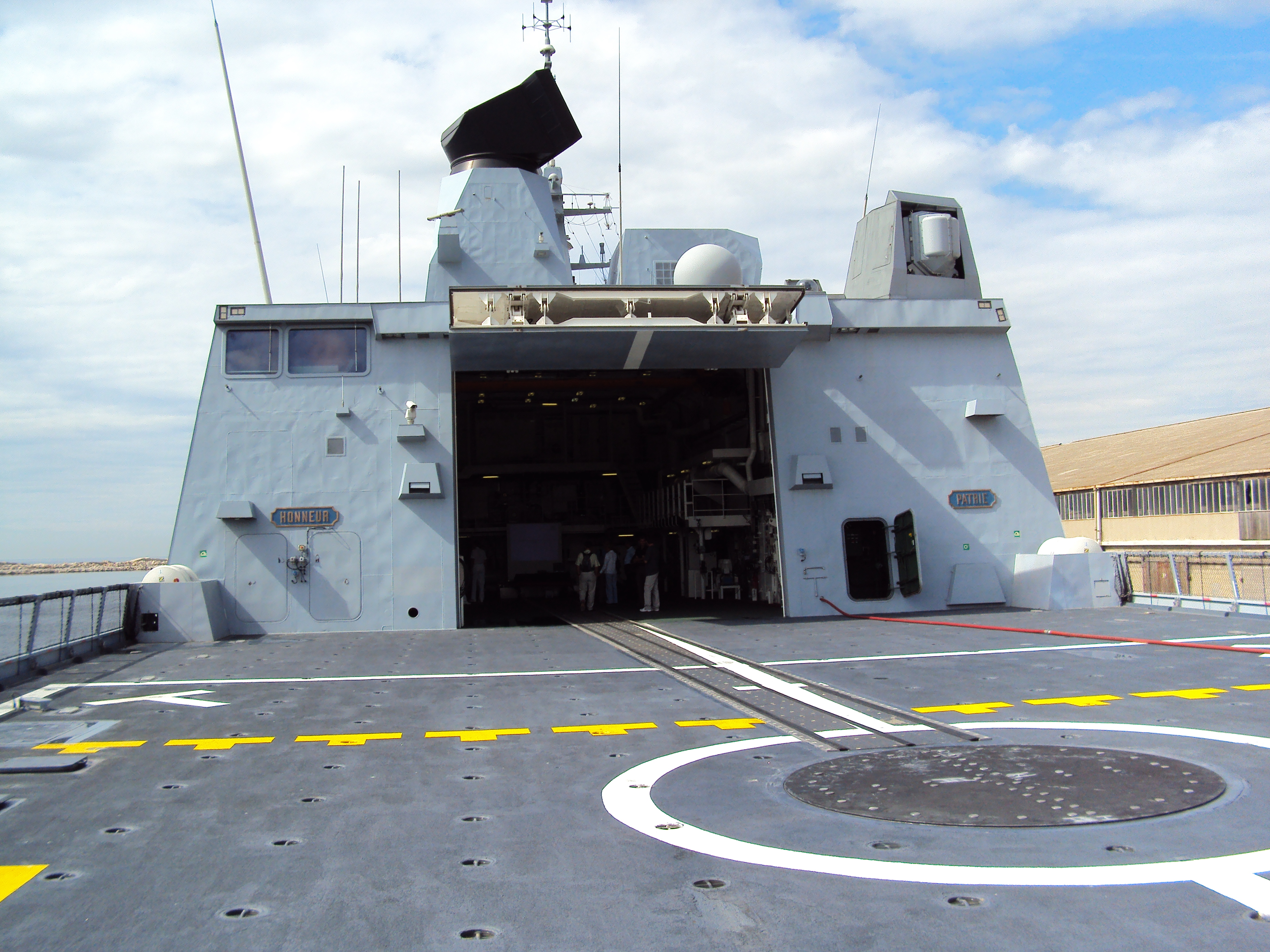
Vue de la plateforme hélicoptère.

## Campagnes d'essais et de mise au point

### 3 mars 2009: traversée de longue durée
Le Forbin quitte pour la première fois Toulon où il est basé, pour sa première traversée de longue durée (TLD) le 3 mars 2009. Cette traversée a pour but de valider le bâtiment à la fois en eau froide et en eau chaude. Cette étape est cruciale pour évaluer le fonctionnement et les performances du navire et de ses équipements selon les deux conditions de navigation. Les types d'eau de navigation et de climat qui l'accompagnent, influent par exemple sur la propagation des ondes ou des dispositifs acoustiques (sonar). 

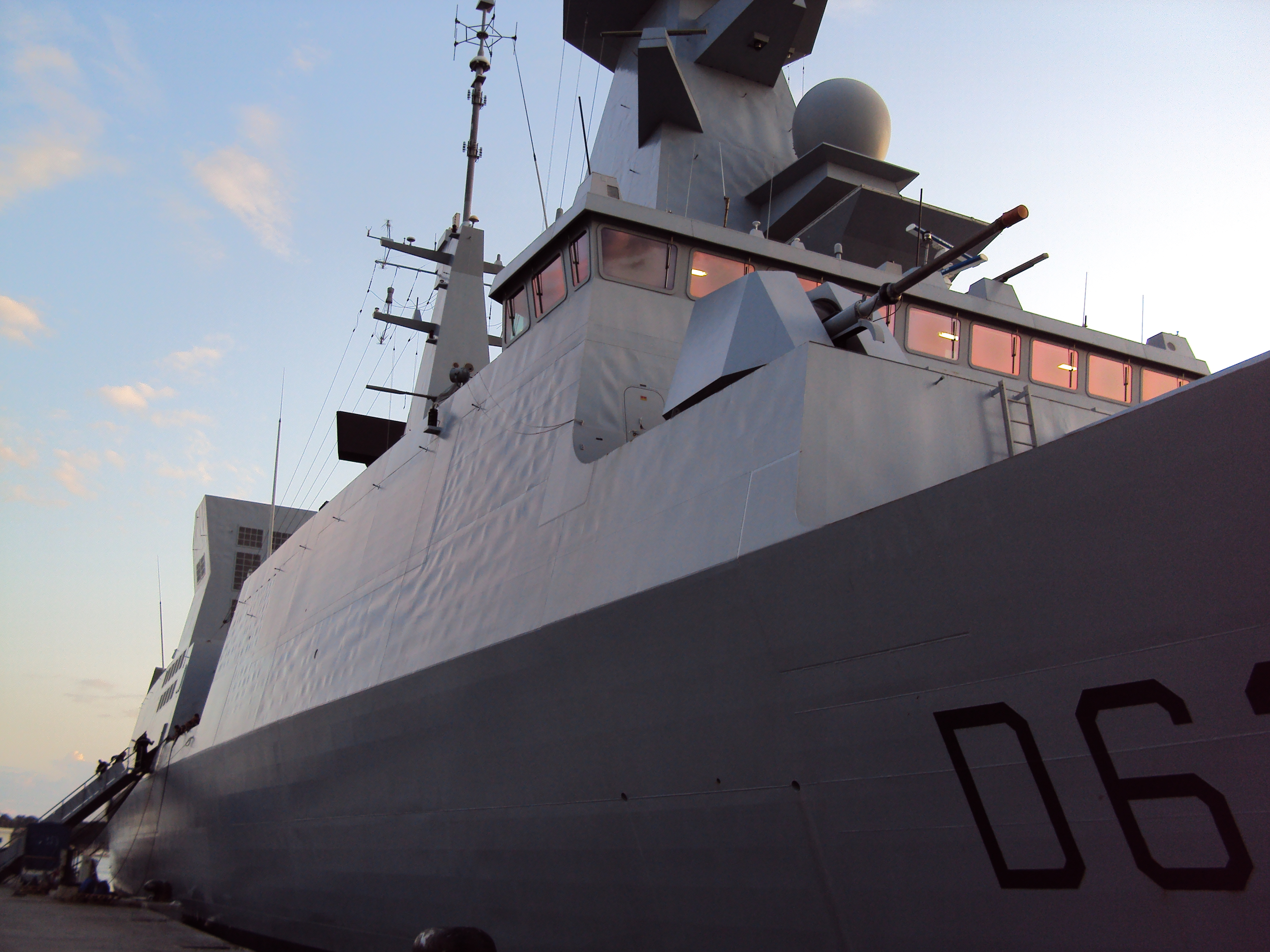
Le Forbin amarré à quai dans son port d'attache de Toulon

Durant cette première mission, un hélicoptère Panther de la flottille 36F, accompagné de ses servants sont embarqués. C'est l'occasion de vérifier et valider le fonctionnement de la plateforme d'hélicoptère, les équipements de bord, et le poste Avia.
Le Forbin franchit ensuite le détroit de Gibraltar et fait escale à Casablanca au Maroc. Il quitte le Maroc le 19 mars et effectue une traversée vers Rio de Janeiro au Brésil. Il fait escale à Rio jusqu'au 30 mars. Il fait route ensuite vers Fort-de-France à la Martinique, et y fait escale 7 jours. La population martiniquaise est nombreuse à se rendre à l'invitation de visiter le bord.
La validation eau froide a lieu lors de deux escales aux États-Unis : le Forbin est à Norfolk du 18 au 21 avril, puis à New York du 22 au 25 avril. Il reçoit les honneurs de ces deux villes d'accueil, et plusieurs cérémonies militaires ont lieu.

### 5 mai 2009: rencontre des Classe Horizon et revue navale
Le 5 mai 2009, les quatre frégates Horizon de la marine nationale, et de la marine italienne se rencontrent au large de La Spezia en Italie. Le Forbin est pour la première fois au côté du second navire de classe Horizon, le Chevalier Paul, dans la base navale de la Spezia. Il y reste amarré jusqu'au 7 mai au soir. L’escale est également l'occasion de poursuivre les travaux de finition du Forbin et d’embarquer les munitions des tourelles de 76 mm.
Le 8 mai 2009, à l'occasion du 64e anniversaire de la Victoire du 8 mai 1945, le Forbin participe à la revue navale qui se tient au large de Sainte-Maxime, dans le Var. Seize bâtiments sont présents, dont les plus récents tels que le BPC Mistral (où prend place le Président Nicolas Sarkozy), le BPC Tonnerre ,.
Lors de la démonstration des forces de projection : la frégate antiaérienne Cassard, le Forbin, le pétrolier ravitailleur Meuse, le transport de chalands de débarquements (TCD) Siroco et le bâtiment de projection et de commandement Tonnerre se présentent successivement par le travers du Mistral à petite allure (dix nœuds).

### 25 mai 2009: premier passage ducanal de Suezet inauguration de la base d'Abou Dabi
Après son premier passage du canal de Suez, le Forbin arrive le 25 mai à quai à la nouvelle base navale d'Abu Dhabi qui doit être inaugurée le lendemain par le Président de la République. À cette occasion, deux autres bâtiments de la Marine nationale font escale inaugurant ainsi les trois cents mètres de quai de la nouvelle base. Le Président de la République passe en revue l'équipage du Forbin, à quai, mais ne monte pas à bord.
À l'issue de cette escale, la frégate doit appareiller vers le nord de la mer d’Arabie pour ses premiers exercices d'inter-opération avec les forces alliées. Le Forbin doit ainsi réaliser une série d'exercices avec le porte-avions américain USS Dwight D. Eisenhower et le croiseur USS Vicksburg.

### 5 juin 2009: exercices avec l'US Navy

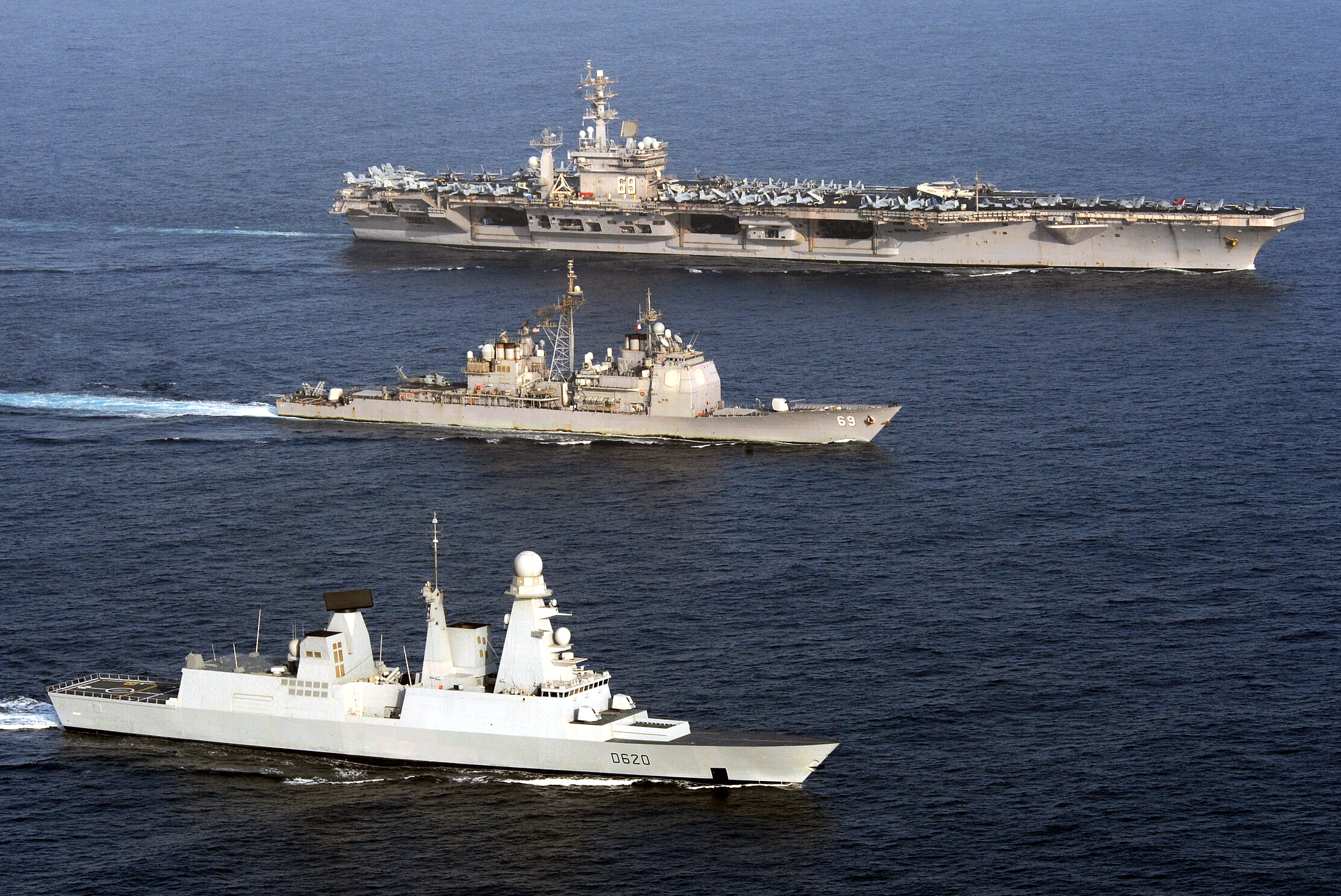
Le Forbin aux côtés du porte-avions Eisenhower.

La frégate Forbin rejoint le groupe aéronaval américain CSG8 (Carrier Strike Group 8) composé du porte-avions américain Eisenhower et du croiseur Vicksburg qui composent la Task Force 50. Ces navires étaient précédemment sur zone dans le cadre des opérations en Afghanistan. Durant une semaine, le Forbin travaille à la validation de ses capacités d’intégration à un groupe aéronaval. Il doit également tester ses fonctions de contrôle de l’espace aérien.
Le Forbin reçoit lors d'un déjeuner l’amiral Tidd commandant la Task Force 50, le CV Mewborne, commandant le porte-avions Eisenhower, le CV Nygaard, commandant le croiseur Vicksburg et le CV Craig commandant le groupe aérien embarqué. Des rotations par hélicoptère ont lieu quotidiennement. Elles sont assurées par le Panther de la 36F embarqué à bord et par un SH-60 américain, entre les trois bâtiments. C'est l'occasion pour les marins de toutes catégories de grade de découvrir les bâtiments des marines étrangères.
C'est aussi pour le Forbin l'occasion de tester le bon fonctionnement des systèmes de communications inter-alliés (les liaisons de données L11, L16 et CENTRIXS) avec les navires et avions américains. Ces communications permettent de partager entre plusieurs éléments d'une force projetée l’image tactique de la zone d’opérations. Avec l’aide des deux officiers de liaison embarqués, le Forbin se voit confier les fonctions de « Redcrown », l’agence de régulation aérienne pour la zone nord de la mer d'Arabie. Le Forbin quitte la Task Force le 9 juin 2009, et met le cap sur le golfe d'Aden. Il rejoint le ravitailleur pétrolier Marne et l'aviso Commandant Bouan. Le Forbin est pour la première fois ravitaillé en mer par la Marne

### 12 juin 2009: escale à Djibouti

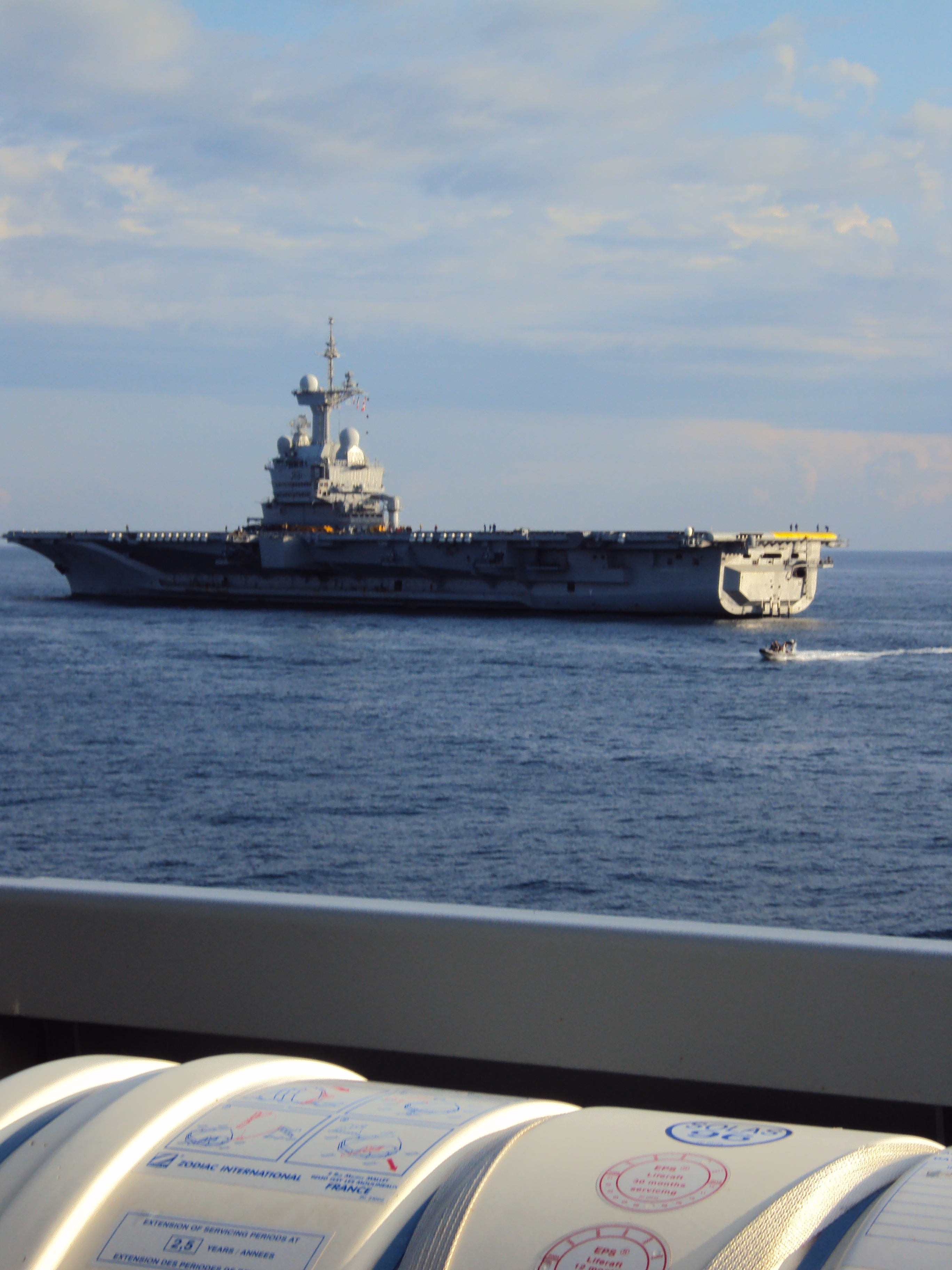
Le porte-avions Charles de Gaulle croisant le Forbin lors de son entrée en rade de Toulon le 21 septembre 2009

La frégate fait relâche à Djibouti du 12 au 15 juin 2009. Djibouti est considéré comme la maison par les plus anciens marins. C'est comme souvent une escale de détente pour l’équipage. Les permissions sont l'occasion de plongées dans la mer Rouge de randonnées en 4 × 4 dans le désert des Afar avec la visite du lac Assal, situé à 153 m au-dessous du niveau de la mer.
Cette escale permet également de renforcer les liens avec les forces françaises de Djibouti (FFDJ) en particulier avec les commandos marines et l’escadron de chasse « Corse ». La présence d'une force aérienne à Djibouti est aussi l'occasion de nombreux exercices de défense aérienne (ADEX) réalisés avec les Mirage 2000. Le Forbin a également réalisé son premier exercice d’évacuation de ressortissants (RESEVAC).

### 26 juin 2009: retour à Toulon
Le Forbin retrouve Toulon le 26 juin et repart les 7 et 8 juillet pour Bastia, possible ville marraine du navire. Le 11 juillet 2009, la traditionnelle sortie des familles — qui permet aux proches des membres d'équipage de partager un moment à bord — est le dernier instant de navigation pour une partie de l’équipage qui a embarqué trois ans auparavant à Lorient, sur le chantier. Le 24 juillet 2009, le capitaine de vaisseau Balducchi qui a passé cinq années sur le projet Horizon quitte le bord, et le capitaine de vaisseau Jean-Mathieu Rey prend le commandement du bâtiment.

### 19 au 21 septembre 2009: journées du Patrimoine
Le Forbin est présent le samedi 19 et le dimanche 20 septembre à Marseille dans le cadre des journées du Patrimoine. Les marseillais peuvent découvrir et visiter le bâtiment. Le lundi 21, le Forbin quitte Marseille pour rejoindre son port d'attache, Toulon avec à son bord un détachement des Marins-pompiers de Marseille, et des passagers invités. Il croise à son entrée en rade de Toulon le porte-avions nucléaire Charles de Gaulle auquel il rend les honneurs.

### Décembre 2009 à février 2010: travaux sur cales
En décembre 2009, le bâtiment est mis sur cale dans le bassin Vauban à Toulon, afin d’entamer sa période de travaux au titre de la fin de garantie. Les essais à la mer, puis la traversée de longue durée ont servi à éprouver le bâtiment et inventorier ses imperfections. La période de travaux sur cales vient pour prendre en compte les observations faites par l'équipage et réaliser des corrections. Il s'agit aussi de réviser les matériels après leur rodage.

### Octobre 2010: admission au service actif
En septembre 2010, est annoncé son admission au service actif pour octobre 2010, c'est-à-dire sa mise à disposition pour des missions opérationnelles.

## Carrière opérationnelle

### 2011
Dans le cadre de l'opération Harmattan, la frégate quitte Toulon le 17 mars 2011, le jour de l'adoption par le Conseil de sécurité de l'ONU de la résolution 1973 — et donc trois jours avant le porte-avions. Elle va participer à la protection de Benghazi, de concert avec le Jean Bart, en assurant la permanence des surveillances aérienne et maritime : le Forbin contrôle les approches en surveillant le trafic maritime et en filtrant les accès aux ports. Les contrôleurs aériens participent à l'interdiction de l'espace aérien en supervisant l'action des 150 avions alliés opérant chaque jour en Libye.
À l'arrivée du Charles de Gaulle sur zone, sa mission évolue vers une participation à la protection rapprochée du porte-avions. Elle change de nouveau de positionnement dans le golfe de Syrte à partir du 23 avril 2011, après une semaine d'escorte rapprochée du porte-avions Charles de Gaulle, pour se positionner au plus près des ports libyens, dont Misrata, et se préparer à intercepter toute menace potentielle de la part des troupes de Kadhafi. Elle quitte l'opération Harmattan fin avril, relayée par la FAA Jean Bart et retourne à son port-base de Toulon le 5 mai 2011.

### 2015
La frégate est partie trois mois en Méditerranée orientale afin de surveiller l'espace aérien et sous-marin.

### 2017
Le 16 mai, au cours d’une sortie à la mer, la frégate a réalisé un tir de missile Aster 30,

### 2018
Le 22 janvier 2018, le Forbin est entré en chantier d'arrêt technique avec mise en cale sèche d'avril à octobre 2018, et a repris la mer le 29 novembre 2018. Plus de 1 000 opérations sont réalisées et lui permettront de poursuivre ses opérations jusqu'à sa refonte à mi-vie, prévue vers 2027 et qui devrait notamment comprendre l'ajout d'une capacité de défense antimissile balistique avec la rénovation du système de combat, l'intégrer des missiles Aster 30 Block 1 NT et le changement du radar de conduite de tir EMPAR,, :
- Les tourelles de 76 mm sont envoyées en Italie chez Leonardo, qui a repris la société OTO Melara, fabricante de ce canon ;
- Les deux canons F2 de 20 mm en arrière de la passerelle sont remplacés par trois canons télé-opérés de 20 mm Narwhal dont un sur le toit du hangar hélicoptères ;
- Les lignes d’arbres subissent leur première visite à 35 000 heures de fonctionnement, les réducteurs leur visite des 12 000 heures et les moteurs principaux des 16 000 heures ;
- Les stabilisateurs ainsi que l'appareil à gouverner qui avaient été mis à l'épreuve lors de l'intervention en Libye en 2011 où le Forbin avait dû réaliser de sévères embardées en évitement de tirs adverses subissent leur première visite des 10 ans ;
- Le radar de veille aérienne longue portée S-1850M a été démonté et renvoyé aux Pays-Bas chez son fabricant Thales Nederland ;
- Les radars de navigation ont été remplacés ;
- La coque a fait l’objet d’un carénage complet.

### 2020
Le Forbin est engagé, au côté de la frégate lance-missiles néerlandaise De Ruyter et d'un avion de patrouille maritime Atlantique 2, dans l'opération Agenor au profit de l'Union européenne (dans le cadre de l'EMASOH) pour la surveillance du détroit d'Ormuz du 23 février au 19 mai en remplacement de la frégate Courbet.

### 2023
Le Forbin est utilisé du 12 au 14 juin 2023 pour une campagne de tests du système de laser naval HELMA-P de l'entreprise CILAS dans le cadre du marché L2AD [Laser de lutte anti-drones]. L'ensemble s'est montré aussi performant que lors des essais menés à terre en 2020 et 2021 selon le ministère des armées.

### 2024
À partir de juin 2024, la frégate est déployée en mer Rouge pour participer à l'opération Aspides.

## Équipage et vie à bord
L'équipage du Forbin est composé de 195 personnes. Cet équipage réduit pour un navire de cette taille, est composé majoritairement de cadres qualifiés. La composition de l'équipage est la suivante :
- 26 officiers ;
- 123 officiers mariniers ;
- 46 quartiers-maîtres et matelots.

La moyenne d'âge de l'équipage est de 29 ans. L'équipage est mixte. Du fait de la taille restreinte de l'équipage, chacun de ses membres est affecté à plusieurs fonctions à bord du navire. La totalité des membres de l'équipage sont qualifiés pour la lutte contre l'incendie.

### Vie à bord
Sur les navires furtifs de la classe Horizon ou Lafayette, il est difficile d’accéder aux extérieurs qui sont par ailleurs moins nombreux que sur les navires plus classiques. Le pont avant, entièrement recouvert de matériaux lisses et sans équipements de type barrière n'est par exemple accessible qu'avec des longes. Seuls demeurent disponibles pour la circulation le pont extérieur situé au sommet du navire, entre la passerelle et les cheminées, ainsi que la plateforme hélicoptère lorsqu'elle n'est pas en fonction. Des restrictions d'accès au pont supérieur s'appliquent lorsque les équipements de guerre électronique ou de détection de haute puissance sont en fonction, pour protéger le personnel contre les émissions. L'ensemble du Forbin est par ailleurs strictement non fumeur. 

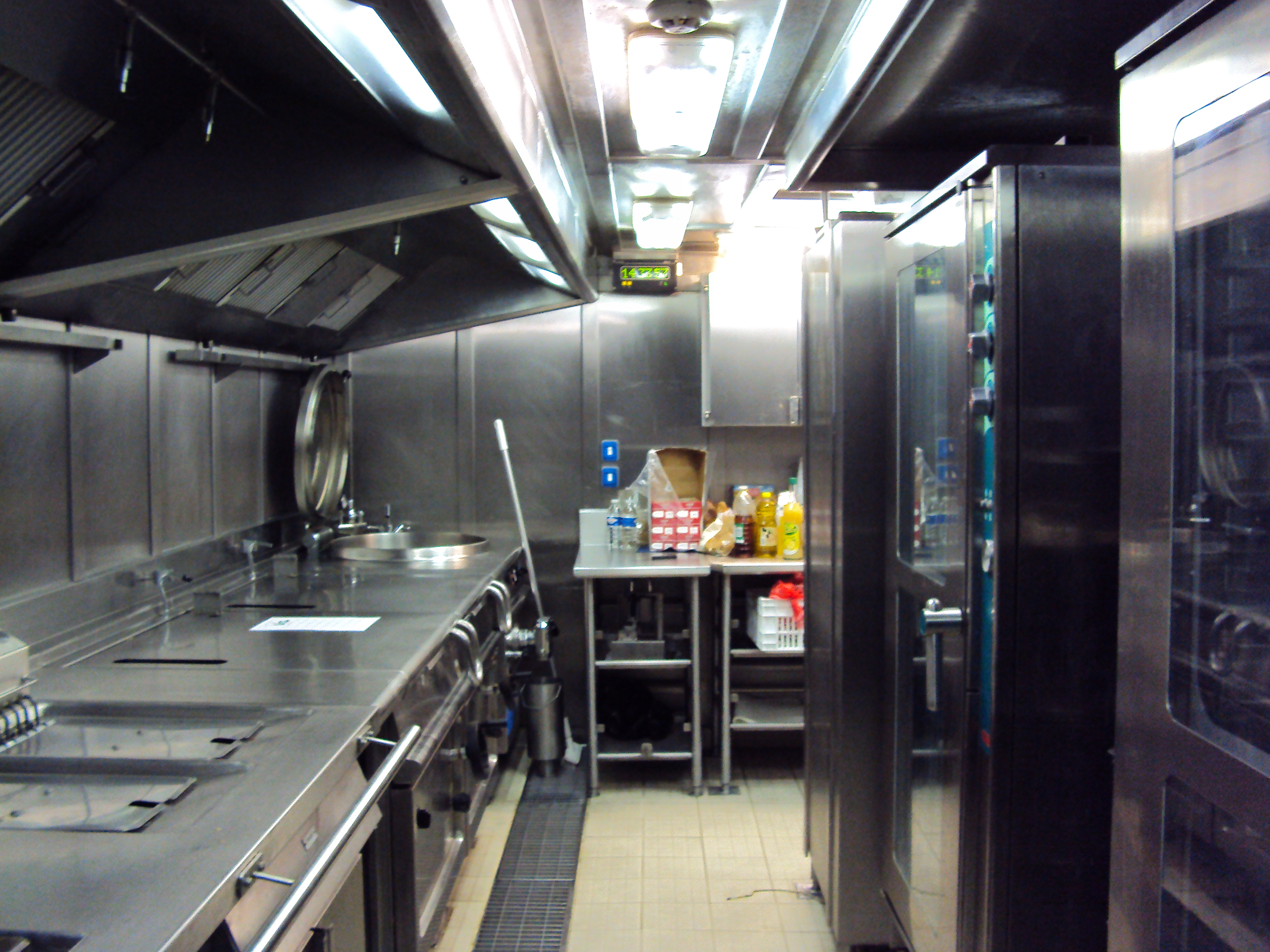
Cuisine du Forbin.

Hormis ces restrictions dues aux caractéristiques du navire, le Forbin est un navire confortable et moderne, avec un espace habitable conséquent pour son personnel. La production d'eau douce est assurée par deux osmoseurs de bord et son usage n'est soumis à aucune restriction. L'ensemble du navire est climatisé par trois centrales frigorifiques.

#### Logement et restauration
Les quartiers-maîtres et les matelots sont logés par poste de 4 qui sont tous équipés de sanitaires et de douches. Les officiers mariniers sont deux par chambre et les officiers disposent de chambres individuelles.
Les frégates de type Horizon sont par ailleurs munies d'une capacité de logement complémentaire permettant l'embarquement d'un état major de force, un détachement de commando, et d'un détachement de l'aviation navale chargé de la mise en œuvre d'un hélicoptère. Un appartement de trois pièces est ainsi réservé à un amiral susceptible de hisser sa marque à bord du Forbin dans le cadre des missions nécessitant la présence d'un état-major.
Le Forbin est équipé d'une cuisine et d'une cafétéria, cette dernière étant pré-équipée pour être transformée en infirmerie si besoin.

#### Activité de loisirs et sportives
Le Forbin dispose d'une petite salle de sport gréée d’appareils de cardiomusculation et de musculation. Elle est ouverte à toute heure et fréquentée par les marins en repos. La plateforme hélicoptère est utilisée chaque soir par 10 à 30 personnes, pour des activités sportives, lorsque l’hélicoptère ne vole pas.

## Bâtiments ayant porté le nom de Forbin
Cinq bâtiments de la marine nationale française ont porté précédemment ce nom :
- Un aviso de 1re classe à hélice (1859-1884) mis sur cale à Brest en 1856, lancé en 1859, désarmé le 28 juillet 1884 et qui servit à partir de 1885 comme "École de chauffe" sous le nom de Fournaise. (Caractéristiques : 1 300 Tx ; 920 ch ; 8 canons)
- Un croiseur de 2e classe (1885-1921) mis sur cale à Rochefort en 1885, lancé en 1888. Il fut désarmé le Modèle:Ate et reconverti en charbonnière. (Caractéristiques : 1 850 Tx ; 5 700 ch ; 4 canons de 138 mm + 9 canons de 47 mm + 5 tubes lance-torpilles)
- Un patrouilleur auxiliaire FNFL (1944) ex cargo construit en 1922. Saisi par les Anglais à Gibraltar, il fut réquisitionné et servit au profit des Forces Navales Françaises Libres. Il termina sa courte carrière militaire comme digue artificielle, coulé volontairement à Arromanches le Modèle:Ate.
- Un torpilleur (1928-1952) mis sur cale au Havre en 1927, lancé l'année suivante. Il fut mis en service le 12 décembre 1930, et retiré du service actif le 10 novembre 1952. (Caractéristiques : 1 500 Tx ; 33 000 ch ; 4 canons de 130 mm + 2 canons de 37 mm + 6 tubes lance-torpilles)
- L' escorteur d'escadre T53 Forbin quinzième d'une série de dix-huit (1958-1911 Coulé par 2 000 mètres de fond, le 17 mai 1999, au large de Brest comme cible de tir)

## Distinctions
- Le 11 juillet 2012, Dominique de La Rochefoucauld-Montbel, président de l'Association française des membres de l'ordre souverain de Malte, a remis la croix de l'ordre souverain militaire et hospitalier de Saint-Jean de Jérusalem, de Rhodes et de Malte au fanion du bâtiment.